# Huy (Belgio)
Huy /ɥi/ (in vallone Hu, in olandese Hoei) è un comune belga di 20 232 abitanti, situato nella provincia vallona di Liegi. È nota per la presenza del muro di Huy, salita spesso decisiva della classica corsa ciclistica Freccia Vallone.

## Amministrazione

### Gemellaggi
- Arona, dal 1966
- Montelupone
- Vélingara, dal 1993
- Tienen, dal 1993[1]
- Compiègne, dal 1959
- Vianden, dal 1964
- Natitingou, dal 1987
- Port-Bouët, dall'anno 1984
- Seosan, dall'anno 1984
- Bury St Edmunds, dal 1995
- Montagano, dal 1996
- Krujë, dal 1999
- Taizhou, dal 2002